# 泰摩利昂
泰摩利昂（前441年—前337年）是一名科林斯的將領。早年他的兄長泰摩法尼斯起兵自稱科林斯僭主，泰摩利昂大義滅親，親手殺死兄長後，20年不願意出任公職。
泰摩利昂在西西里的獨立戰爭中，率領敘拉古人，擊退迦太基軍隊，並且制訂了席拉庫桑憲法（Syracusan constitution），幫助西西里重建。他在西西里度過餘生。